# ツキヒガイ
ツキヒガイ（月日貝, 学名：Ylistrum japonicum, 中: 日月蛤）はイタヤガイ科に分類される二枚貝の一種。東アジアの浅海に生息する。直径100mm以上になる平たい円盤型で、二枚の殻は色が明瞭に異なり、右殻は黄白色、左殻は紅褐色となる。和名はこれを月と太陽に見立てたもの。
属名はギリシャ語の動詞 γλιστρώ（glistrô：滑空する）に由来し、これを中性のラテン語形にしたもので、この属が水中を滑空遊泳する生態を表したという。種小名 japonicum はラテン語で「日本の～」の意で、1791年にヨハン・フリードリヒ・グメリンによって命名された。
食用種。

## 分布
東アジア（太平洋北東部）に分布。
- 日本（太平洋側は房総半島以南、日本海側は山陰地方以西、四国、九州[4][1]）
- 朝鮮半島南部[5]
- 中国（渤海から南シナ海沿岸）
- 台湾[6]。

## 形態
成貝は殻長120ミリほどになり、ほぼ円形（前後対称）で、膨らみは弱い。殻はやや薄いが脆くはなく、殻表は無彫刻で全体に滑らかで付着生物もほとんど見られない。両殻の前後の殻縁は、殻を閉じたときでも密着することなく大きく開いており、ここから水流を噴射して遊泳する。耳状部は小さく、前後ほぼ同形。右殻は黄白色、左殻は深紅色で和名の由来となっている。殻の内側は白色。右の殻の内側に48 - 54のはっきりとした放射肋がある。肉は黄色で、外套膜の辺縁部には、赤褐色の糸状触手を多く備え、その間には多数の眼点がある。

## 生態
沿岸などの水深10 - 100メートルの細砂底に棲息する。右の殻を下にして海底に横たわる（イタヤガイ・ホタテガイなどにも同様の生態がみられる。いずれも海底に接する側の色は薄くなる）。外套膜の辺縁部に多くの触手を持ち、これによって危険を感じると殻を開閉させて泳いで逃げる。長距離を泳いで移動することもある。このグループの薄い殻形や殻表の滑らかさ、殻を閉じたときでも大きく開いたままの前後背方の隙間（水流噴出孔）などは、このような活発な遊泳行動に関係して進化したと考えられているが、その主目的は捕食回避ではなく、（おそらくは繁殖のための）季節的な回遊に関係していると推定されている。

## 分類

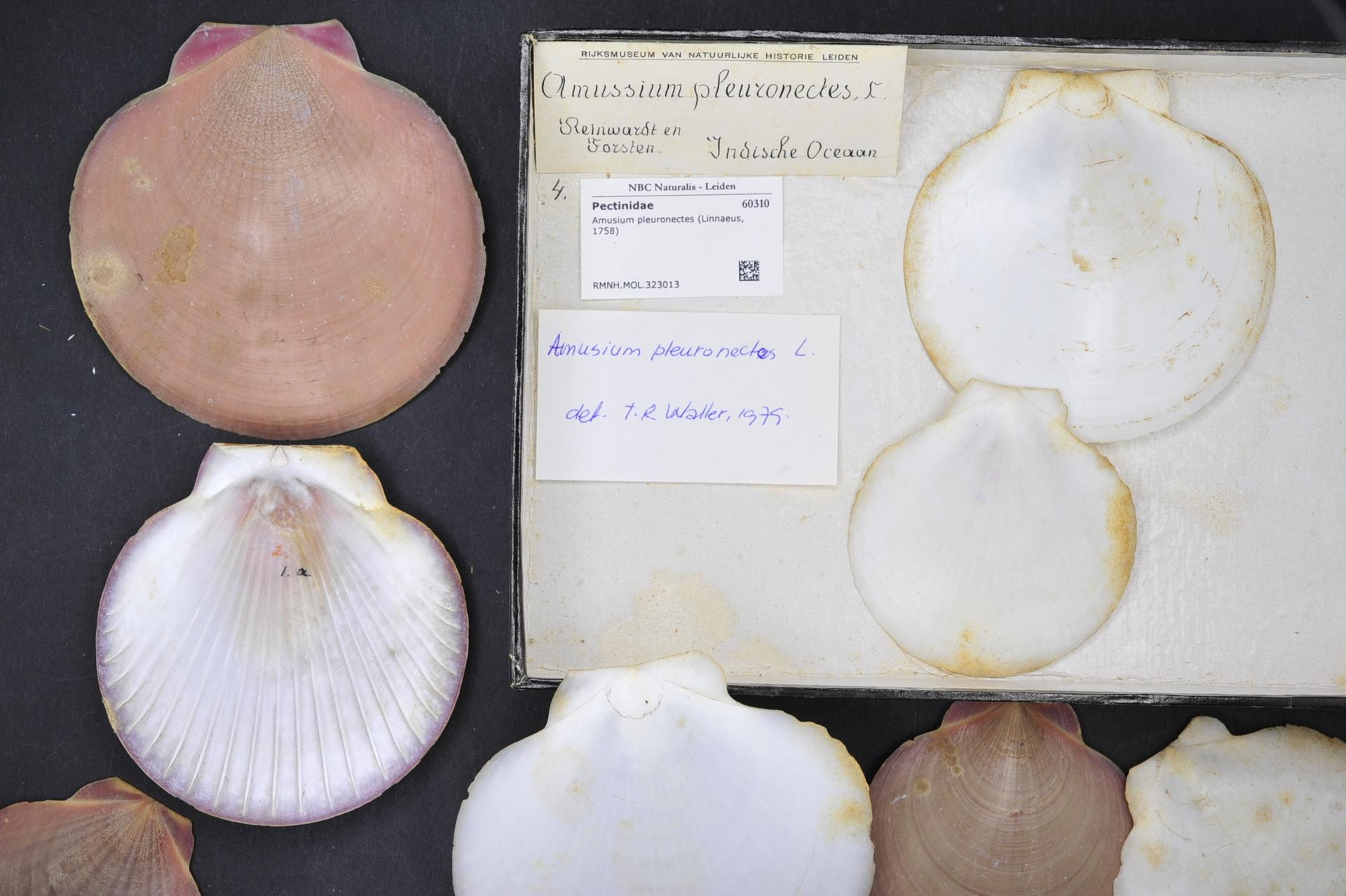
タカサゴツキヒ
Amusium pleuronectes

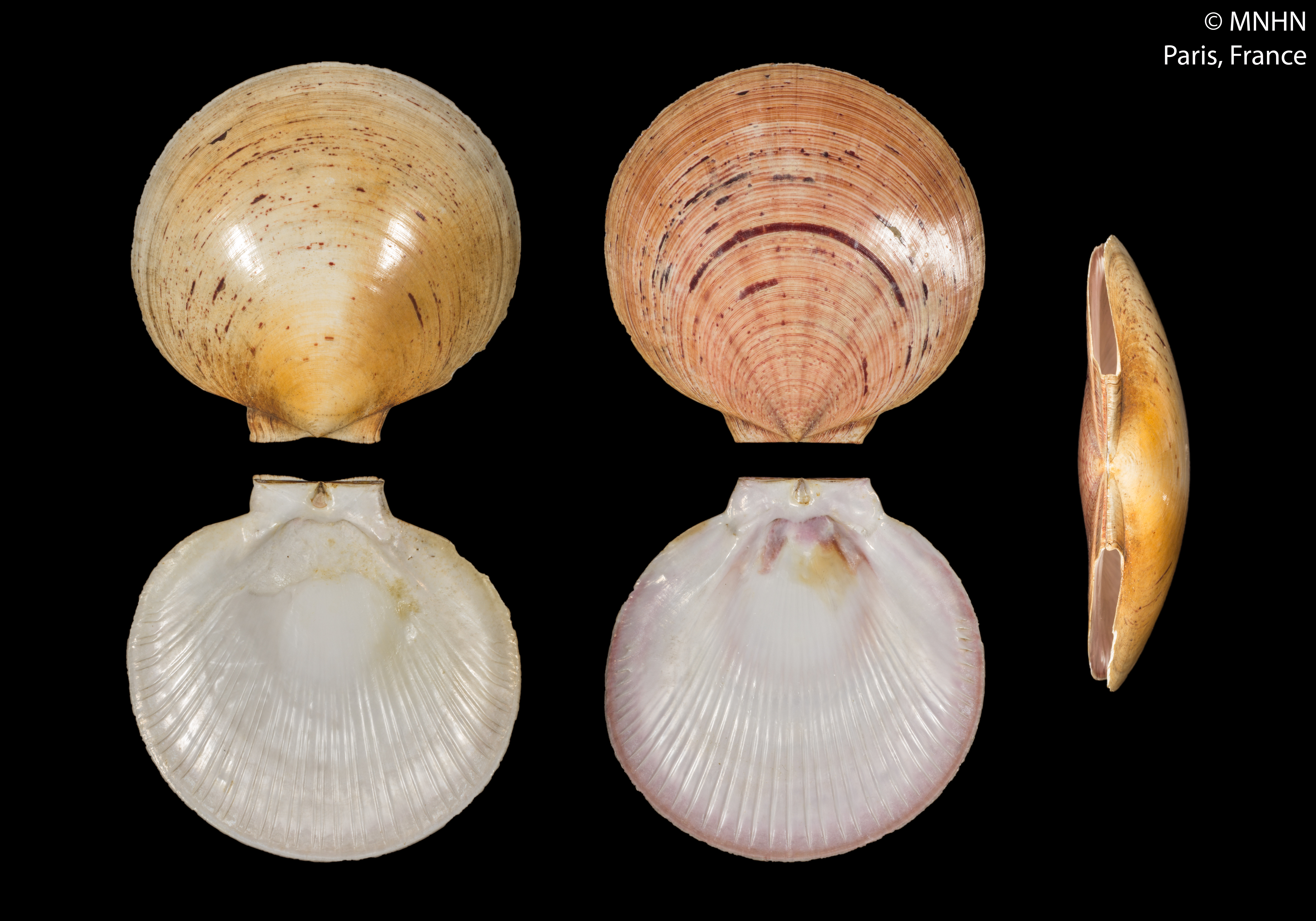
ナンヨウツキヒ
Ylistrum balloti

ツキヒガイは長期にわたり外見上の酷似からタカサゴツキヒ属 Amusium に分類されてきたが、分子系統からはツキヒガイとタカサゴツキヒ（タカサゴツキヒ属のタイプ種）とはかなり離れていてることが判明したという。その結果、タカサゴツキヒ属 Amusium には20数種の化石種と、現生種ではタカサゴツキヒ Amusium pleuronectes ただ1種のみが残され、ツキヒガイは新設のナンヨウツキヒ属 Ylistrum Mynhardt & Alejandrino, 2014に移されることになった。
ナンヨウツキヒ属には、ツキヒガイのほかに属のタイプ種であるナンヨウツキヒ Ylistrum balloti (Bernardi, 1861)の2種に加え、Ylistrum morganense (Beu & Darragh, 2001) および Ylistrum subcostatum (Beu & Darragh, 2001)の2種の化石種の計4種が分類される。タカサゴツキヒ属とナンヨウツキヒ属の殻は外見上きわめてよく似ているが、この類似は水中を滑空遊泳するという共通の行動生態による収斂進化の結果であろうと考えられている。

## 栽培漁業
1986年から1991年まで鹿児島県栽培漁業センターにて、栽培漁業の試験が行われた。4月に日照や昇温による産卵の誘発を試みて約1億4千万粒の卵を得ることができたが、飼育環境における幼生、稚貝の大量へい死を解決出来ず計画中止に至っている。

## 利用
大型の貝柱を食用に利用する。旬は冬から春。ただし大量には獲れず、産地を中心に消費される。料理法はホタテガイと同様。鮮度が良ければ霜降りにしてポン酢などでいただくほか、焼き物や揚げ物にしても美味 。
貝殻はしゃもじや香合などに加工する。

## 異名
- Amusium japonicum (Gmelin, 1791)
- Amusium japonicum f. taiwanense (Dijkstra, 1988)
- Amusium japonicum formosum (Habe, 1964) タイワンツキヒ
  -- A. formosum Melvill & Standen, 1907の新参同名で無効
- Amusium japonicum japonicum (Gmelin, 1791)
- Amusium japonicum taiwanense (Dijkstra, 1998)
- Amusium japonicum taiwanicum (Habe, 1992) タイワンツキヒ
- Amusium taiwanicum (Habe, 1992)
- Ostrea japonica (Gmelin, 1791)（原記載における学名）